# Черната вдовица (теленовела)
„Черната вдовица“ (на испански: La viuda negra) е теленовела от 2014 г. и 2016 г., продуцирана от колумбийската компания R.T.I. Producciones за Каракол Телевисион и Телевиса. Теленовелата е базирана на книгата, описваща реални събития от живота на Пабло Ескобар и Гриселда Бланко, известна като „Кралицата на кокаина“, „Черната вдовица“, „Кръстницата“, „Шефката на Пабло Ескобар“, написана от Хосе Гуарнисо.
В главната роля е Ана Серадия.

## Сюжет
Първа част
Историята на Гриселда Бланко, жена, която в тийнейджърските си години е малтретирана от баща си. Гриселда решава да напусне дома си, тъй като майка ѝ не вярва за ежедневното ѝ малтретиране. Гриселда рашава да се присъедини към банда престъпници, за да оцелее сама в жестокия свят. Гриселда се влюбва в Сехас (Веждите), първият ѝ мъж, който я предава, и по този начин се ражда „Черната вдовица“ – жена, която е убила тримата си съпрузи, които са я предали.
Втора част
Гриседа получава втори шанс да живее, но за да спаси сина си, който е осъден да умре на електрическия стол, се съгласява да работи с американското правителство и да помогне за прекратяването на опасен наркотичен картел, чийто лидер е Хосе Хоакин Гера, познат като „Дявола“.
Гриседа се чувства изоставена и изагубена в чувствата си. Един ден се запознава със своя ангел-пазител, Анхел Ескудеро. Този път, вдовицата ще трябва да избире между завръщането си като „Кралицата на кокаин“, или да осигури бъдещето на новото си семейство.

## Актьори
Част от актьорския състав:
- Ана Серадия – Гриселда Бланко
- Мария Хосе Варгас – Гриселда Бланко (дете)
- Айлин Морено – Гриселда Бланко (млада)
- Раул Мендес – Хосе Хоакин Гера „Дявола“
- Луис Роберто Гусман – Ричи
- Рамиро Менесес – „Сугар“
- Сесар Мора – „Пелон“
- Хуан Пабло Гамбоа – Норм Джонс
- Лучо Веласко – Антонио Робайо
- Маргарита Рейес – Селия
- Хулиан Фариета – Майкъл Корлеоне Бланко
- Йеси Гарсия – Силвио
- Вивиана Серна – Карла Оталваро
- Франсиско Боливар – Гарсия
- Катерин Порто – Сусана
- Тиаре Сканда – Ана Бланко

## Премиера
Премиерата на Черната вдовица е на 23 февруари 2014 г. по UniMás. Първи сезон приключва на 8 юни 2014 г. Втори сезон започва на 28 февруари 2016 и приключва на 22 май 2016 г.